# História da Sérvia

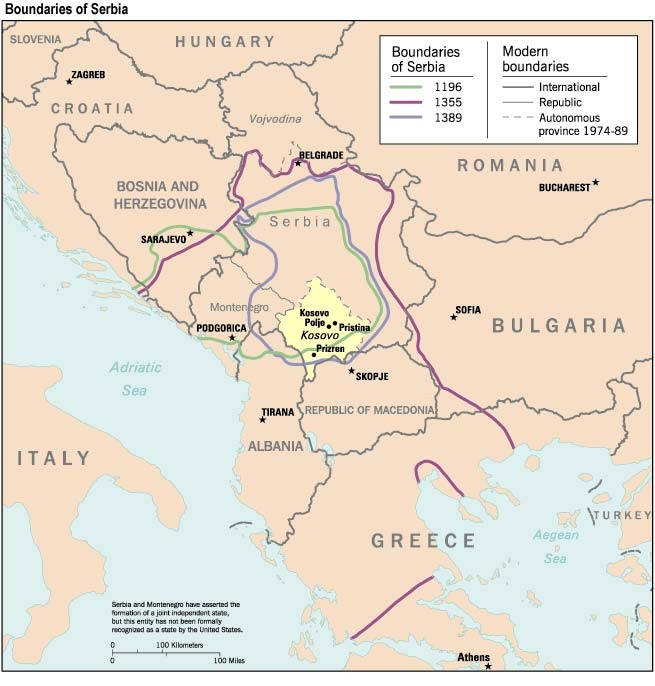
Evolução das diferentes fronteiras da Sérvia ao longo dos séculos, de 1196 até hoje

A História da Sérvia tem início no século I a.C., quando o território é incorporado à província romana da Mésia (ou Moesia, em latim). Invadida pelos eslavos no século VII, a Sérvia formou um império independente entre os séculos XIII e XIV, até ser subjugada pelos otomanos, dos quais só se libertaria em 1878.
No início do século XX, o país lutava para reconstituir seu território na Grande Sérvia, um estado envolvendo toda a região balcânica. Como resultado das Guerras dos Bálcãs (1912-1913) anexou a Macedónia e o Cosovo. Durante a Primeira Guerra Mundial, teve uma atuação destacada, e passou a ser, a partir de 1918, um dos Estados integrantes do Reino da Jugoslávia (que se converteu em República Socialista após 1945). Em 2003 passou-se a denominar Sérvia e Montenegro. E em 2006, após uma votação para a independência de Montenegro, consumou-se enfim a dissolução formal da federação.

## Antiguidade
O atual território da Sérvia fez parte da província romana da Mésia a partir do ano 6 d.C. (apesar de a região da Mésia ter sido conquistada em 29 a.C.). No século VII, a região foi invadida pelos sérvios, povo eslavo vindo da Galícia (Europa Central). Vassalos do Império Romano do Oriente, os sérvios se diferenciaram dos croatas por sua conversão ao cristianismo bizantino por volta de 875 e pela adoção do alfabeto cirílico. A Igreja Ortodoxa Sérvia ganhou autonomia no século XIII, quando teve São Sava como seu arcebispo.

## Idade Média

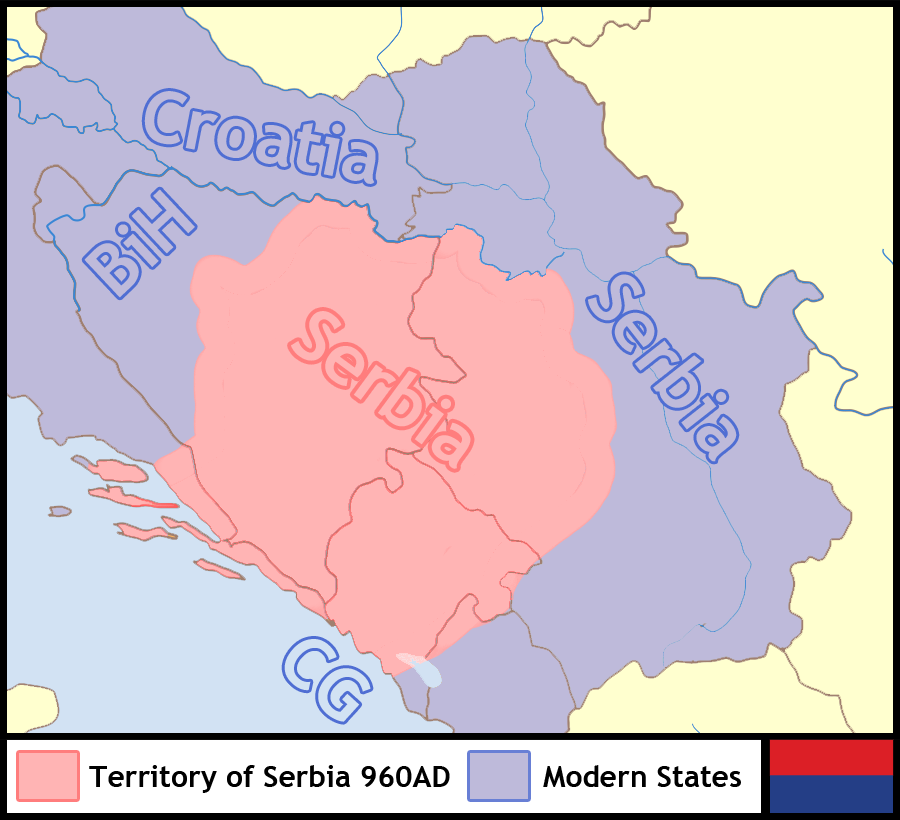
A Sérvia no ano 960 (comparação com estados atuais)

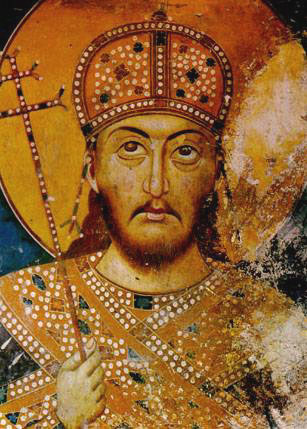
czar do Império Sérvio

As raízes do Estado Sérvio remontam ao século VII e à Família dos Vlastimirović. Um reino sérvio (centrado sobre a região de Dóclea) foi estabelecido no século XI e durou até ao final do século XII. O Estado Sérvio medieval foi restabelecido na região da Ráscia no século XII pelo grão-zupano sérvio Estêvão Nêmania. Em 1220, sob o comando de Estêvão, o primeiro coroado, a Sérvia tornou-se um reino, e em 1346, Estêvão Uresis IV estabeleceu o Império Sérvio.
Durante a Idade Média o país gozou de um curto apogeu durante o reinado de Estêvão Uresis IV (1331-1355), seguido de um rápido declínio. O Império desintegrou-se e caiu nas mãos do turcos otomanos depois da histórica Batalha do Cosovo ou (Kôssovo Poliê, "Campo dos Melros"), em 1389.
Após a derrota frente aos turcos, a Sérvia não demorou a ser incorporada ao Império Otomano. Os territórios do norte da Sérvia (o Despotado da Sérvia) foram totalmente conquistados em 1459 quando Semêndria caiu. A Bósnia caiu poucos anos depois de Semêndria, e a Herzegovina, em 1482.

## A Sérvia Otomana

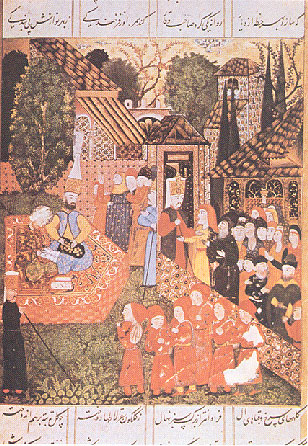
Com o "imposto de sangue", os turcos levavam à força crianças sérvias para servir como janízaros na guarda do sultão

A seguir ao desmoronamento do Estado Sérvio na batalha do Cosovo, entre 1459 e 1804, a Sérvia esteve sob a ocupação do Otomano, apesar de três invasões Austríacas e inúmeras rebeliões (tal como a Revolta do Banato). O Islão encontrava-se numa fase de expansão durante esta altura, especialmente na Ráscia, no Cosovo e na Bósnia. Muitos Sérvios (e Croatas) converteram-se ao Islão, que eventualmente levou à formação na nação Bósnia. O período Otomano foi decisivo na história do país; culturas eslavas, bizantinas, árabes e turcas espalharam-se. Muitas características culturais contemporâneas remontam ao período otomano.
Entre 1459 e 1804 a Sérvia esteve formalmente sob o controle dos otomanos, apesar de três invasões austríacas e numerosas rebeliões. O Islã teve um período de expansão durante esta fase, levando à conversão de muitos sérvios. Estes convertidos recusavam-se a serem chamados de sérvios, adotando a denominação de muslimani e, posteriormente, de bósnios.
Inúmeros outros filhos de cristãos (sérvios, croatas, búlgaros e romenos) eram capturados à força quando crianças e levados para as cidades turcas, onde eram criados como soldados órfãos a serviço do sultão. Esses guerreiros, chamados janízaros, eram depois usados pelos turcos para matar seus próprios irmãos cristãos, que desconheciam. Essa prática era conhecida como "imposto de sangue", pois os aldeões pagavam com seus próprios filhos. Os janízaros formavam uma tropa de elite do Império Otomano.

## A Sérvia Moderna

### Da independência a Primeira Guerra Mundial

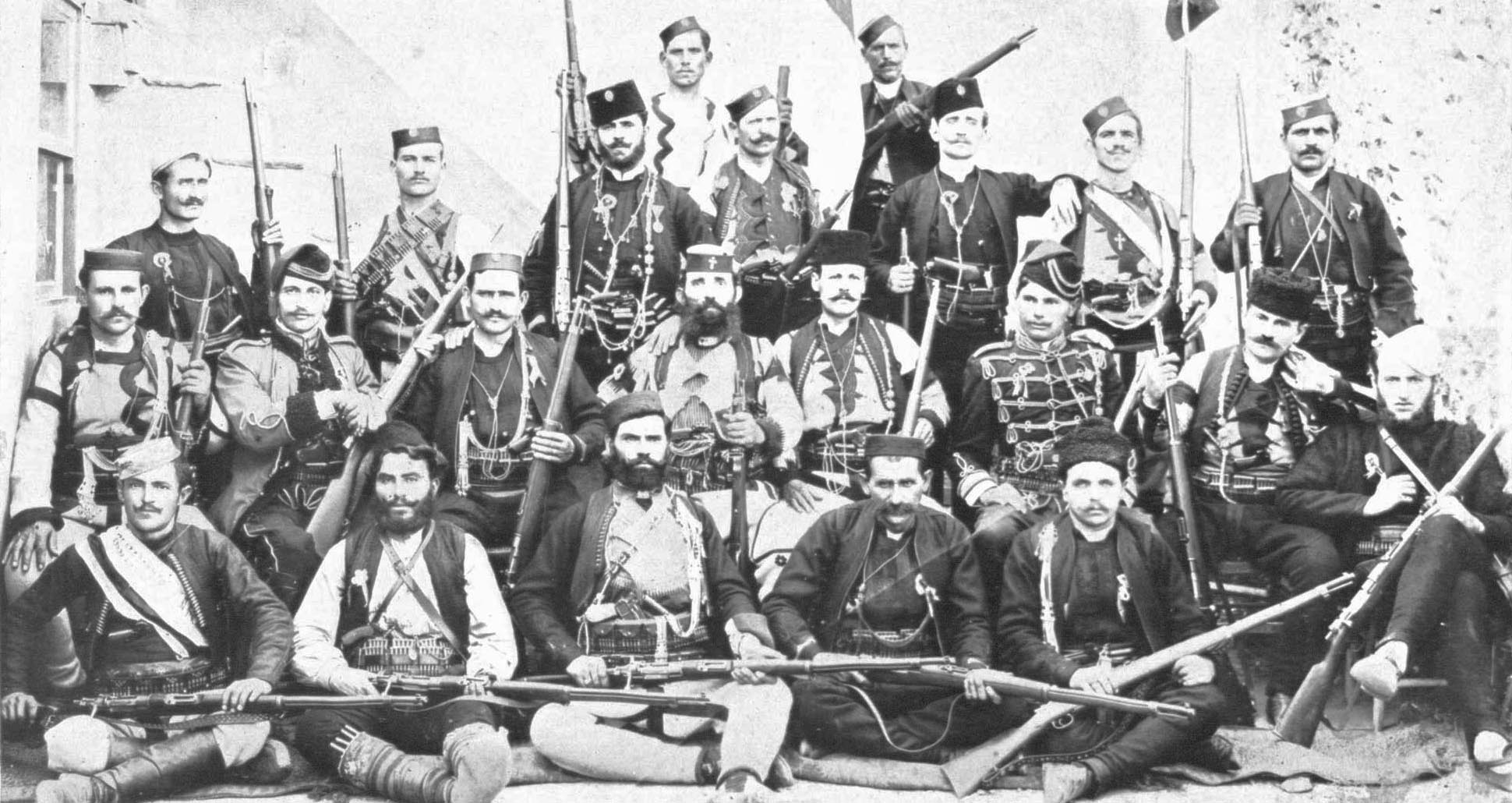
Patriotas tchetniki, que lutaram pela independência da Sérvia no século XIX

A Primeira Revolta Sérvia de 1804-1813, dirigida por Jorge Petrović (também conhecido como Karađorđe ou "Jorge Negro"), e a Segunda Revolta Sérvia de 1815 resultaram na fundação do Principado da Sérvia. Uma vez semi-independente do Império Otomano, considera-se este Estado como o precursor da formação da Sérvia Moderna.
A Sérvia foi ainda um principado autónomo (face ao Império Austríaco) entre 1817 e 1878, um principado independente entre 1878 e 1882 e um reino independente entre 1882 e 1918. De 1815 a 1903, o Estado Sérvio foi governado pela Casa de Obrenović, excepto entre 1842 e 1858, quando a Sérvia foi governada pelo Príncipe Alexandre Karađorđević. Em 1903, Casa dos Obrenović foi substituída pela Casa dos Karađorđević pelo Golpe de Maio, onde havia descendentes de Jorge Petrović.

Miloš Obrenović, primeiro rei da Sérvia independente

Na parte norte da actual Sérvia que era governada pelo Império Austríaco, os sérvios daquela região criaram em 1848 a sua região autónoma conhecida como Voivodina Sérvia. A região foi transformada em 1849 em novo território austríaco conhecido como Voivodato da Sérvia e Tamiš Banat. Contudo, o território foi abolido em 1860, os sérvios da região da Voivodina ganharam outra oportunidade de conseguir as suas exigências políticas em 1918.
A luta por uma sociedade moderna, direitos humanos e um Estado-nação na Sérvia durou quase três décadas e terminou com a adopção da constituição em 15 de fevereiro de 1835. Em 1876, o Montenegro, a Sérvia, e a Bósnia declararam guerra ao Império Otomano e proclamou a sua unificação. No entanto, o Tratado de Berlim de 1878, que foi assinado no Congresso de Berlim pelas Grandes Potências, garantindo total independência apenas à Sérvia e Montenegro, deixando a Bósnia e Raška aos austro-húngaros, que impediram a sua unificação até as Guerras dos Bálcãs de 1912 e 1913 e da Segunda Guerra Mundial.
Em 28 de Junho de 1914 o Assassinato do Arquiduque Francisco Fernando da Áustria em Sarajevo em Áustria-Hungria por Gavrilo Princip, um sindicalista sul-eslavo, súdito austríaco e membro da organização Jovem Bósnia, o que levou a que a Áustria-Hungria declarasse guerra à Sérvia. O Império Russo começou a mobilizar as suas tropas em defesa da sua aliada Sérvia, cujo resultado foi que o Império Alemão declarou guerra à Rússia em apoio da sua aliada Áustria-Hungria. No entanto, como os estrategas militares alemães queriam evitar uma guerra em duas frentes contra ambos, a Rússia e a França, atacaram a França em primeiro lugar. Isto provavelmente fez com que as maiores potências europeias fossem arrastadas para a guerra. O exército sérvio obteve várias vitórias significativas contra a Áustria-Hungria durante a Primeira Guerra Mundial, mas foi finalmente subjugada pelas forças conjuntas do Império Alemão, a Áustria-Hungria e Bulgária. Na Primeira Guerra, a Sérvia teve 1,264,000 baixas — 28% da sua população total, e 58% da sua população masculina.[carece de fontes?]

### Entre-guerras

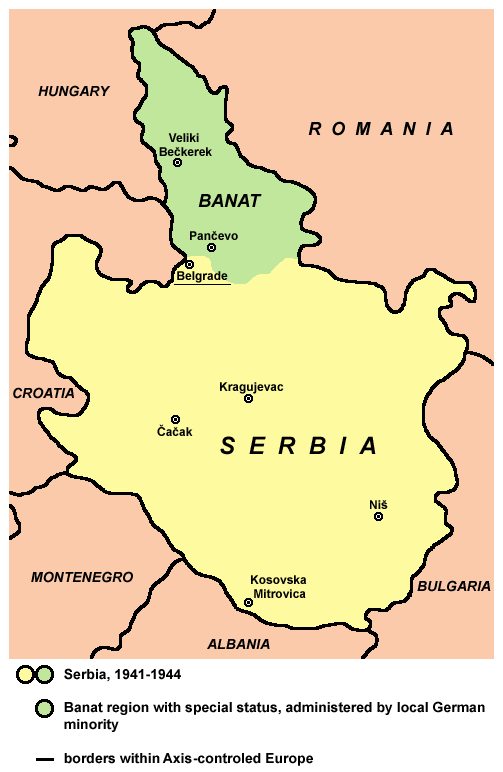

Depois de 1918, a Sérvia, juntamente com o Montenegro, era um membro constituinte do Reino dos Sérvios, Croatas e Eslovenos, mais tarde conhecido como Reino da Jugoslávia. O país envolveu-se na Segunda Guerra Mundial depois do golpe de estado que empossou o Rei Pedro II no dia 27 de março de 1941. Sérvia foi atacada no dia 6 de abril, quando Belgrado, mesmo declarada "cidade aberta", foi severamente bombardeada pela Luftwaffe, matando 1.400 pessoas. Em questão de semanas, a Sérvia foi ocupada pelas tropas nazistas, que instalaram um governo colaboracionista no poder da sérvia que incluía a atual Sérvia Central e o Banato, popularmente chamada Sérvia de Nedić que durou até 1944. No entanto, outras partes do território actual da Sérvia foram ocupadas pelos exércitos croata, húngaro, búlgaro, albanês e italiano, todos pertencentes ao Eixo. As forças ocupantes cometeram vários crimes contra a população civil, principalmente contra sérvios e judeus. As forças extremistas dos Ustaše croatas, idealizadas por Ante Pavelić, apoiaram a invasão nazi-fascista e exterminaram sérvios, judeus, ciganos e não-católicos em campos de concentração. Estima-se que apenas no campo de concentração de Jasenovac morreram cerca de 50 mil sérvios.[carece de fontes?] Estimativas do total de baixas sérvias na Segunda Guerra Mundial varia entre 25 mil e 300.000 vítimas.

### Pós-Segunda Guerra Mundial
Em 1945, a Sérvia foi constituída como uma das unidades federais da segunda Jugoslávia, a República Federativa Socialista da Jugoslávia, liderada por Josip Broz Tito até a sua morte, em 1980.
Proclamada a república, depois do afastamento do rei Pedro II, Tito tornou-se Ministro dos Negócios Estrangeiros da República Popular Federal da Jugoslávia e chefiou o governo, concentrando em si todos os poderes. Recusando-se a seguir a política soviética, iniciou-se em 1948 um conflito com Estaline, que teve como consequência a expulsão da Jugoslávia do bloco soviético e aproximação desta às potências ocidentais (que apoiaram militar e financeiramente). 
Algumas das razões para este corte foram a política própria (titoísmo), bastante independente da de Moscou, que Tito se permitiu seguir, uma vez que a independência jugoslava foi conseguida sem o apoio soviético, além de projectar uma Federação Balcânica com a Bulgária e apoiar a guerrilha comunista grega. Em 1947, contudo, o Kominform (Comité Internacional de Informação instituído pelos países comunistas) estabeleceu o seu quartel-general em Belgrado. No seguinte ano as relações entre a Jugoslávia e a URSS cessaram definitivamente, depois de Tito não ter respeitado a advertência de Estaline ao levar adiante um governo que não se pautava pelas directivas moscovitas e praticar uma política internacional sem o aval estalinista. Assim, foram retirados os instrutores militares e conselheiros soviéticos da Jugoslávia e suspenso o contrato de comércio previsto para 1948, tendo, por seu lado, Tito julgado e condenado como espiões os aliados de Moscovo que se encontravam na Jugoslávia. 
Entre 1948 e 1956, o governo de Tito foi condenado como "inimigo jurado da União Soviética", tendo a invasão soviética à Jugoslávia sido contida através da ajuda económica dos países ocidentais. Presidente da Federação em 1953 e presidente vitalício em 1963, regeu a Jugoslávia segundo os preceitos comunistas, melhorando a qualidade dos serviços e a justiça social, conseguindo igualmente uma coesão nacional pelo equilíbrio entre os grupos nacionais que se antagonizavam. Em 1961 criou o Movimentos dos Países Não Alinhados (cujo nome se justifica por os seus membros não integrarem nem o Pacto de Varsóvia nem a NATO), que integrou o primeiro-ministro indiano, Jawaharlal Nehru, e o chefe de estado egípcio Gamal Abdel Nasser.

### Guerras da Iugoslávia

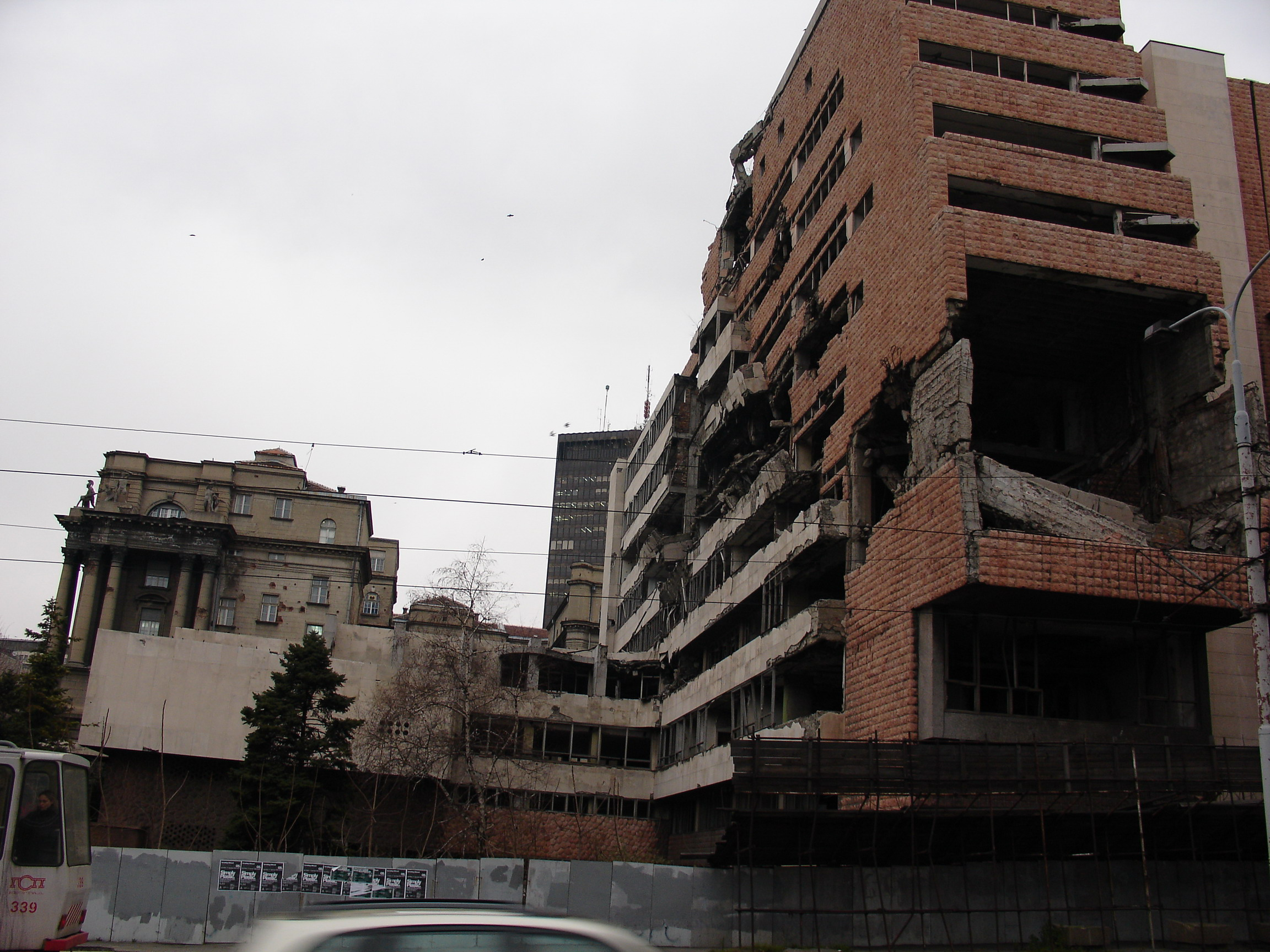
Prédio do Exército destruído na "Operação Força Aliada"

Após o desmoronamento da segunda Jugoslávia em 1992 até ao ano de 2003, a Sérvia, juntamente com o Montenegro, fazia parte da República Federal da Jugoslávia. Depois das guerras com as vizinhas Croácia e Bósnia e Herzegovina, a Sérvia permaneceu pacífica até 1998, quando começou o conflito com o UÇK, no Cosovo.
Entre 1998 e 1999, os conflitos no Cosovo continuaram entre as forças de segurança Sérvia e Jugoslava e o K.L.A levando ao bombardeamento aéreo da NATO, que durou 78 dias. Os ataques foram interrompidos quando o presidente jugoslavo Slobodan Milošević concordou em retirar todas as forças de segurança, incluindo o exército e a polícia, substituindo-os por um corpo policial internacional, em troca de que o Cosovo permaneceria formalmente na Federação Jugoslava (Ver: Guerra do Cosovo).
Em setembro de 2000, partidos da oposição acusaram Milošević de ter cometido fraude nas eleições federais de rotina. Manifestações de rua e manifestações por toda a Sérvia eventualmente forçaram Milošević a conceder e passar o poder à recentemente formada Oposição Democrática da Sérvia (DOS), uma ampla coligação de partidos anti-Milošević. 
A queda de Milošević levou ao fim do isolamento internacional imposto à Sérvia durante a décadade 1990. Os novos líderes democráticos, notadamente Zoran Đinđić (assassinado em 2003) e Vojislav Koštunica, anunciaram que a Sérvia pretendia juntar-se à União Europeia e à NATO. Em outubro de 2005, a União Europeia iniciou negociações com a Sérvia para um Acordo de Estabilização e Associação (SAA, em inglês), um primeiro passo para a sua inserção na UE.

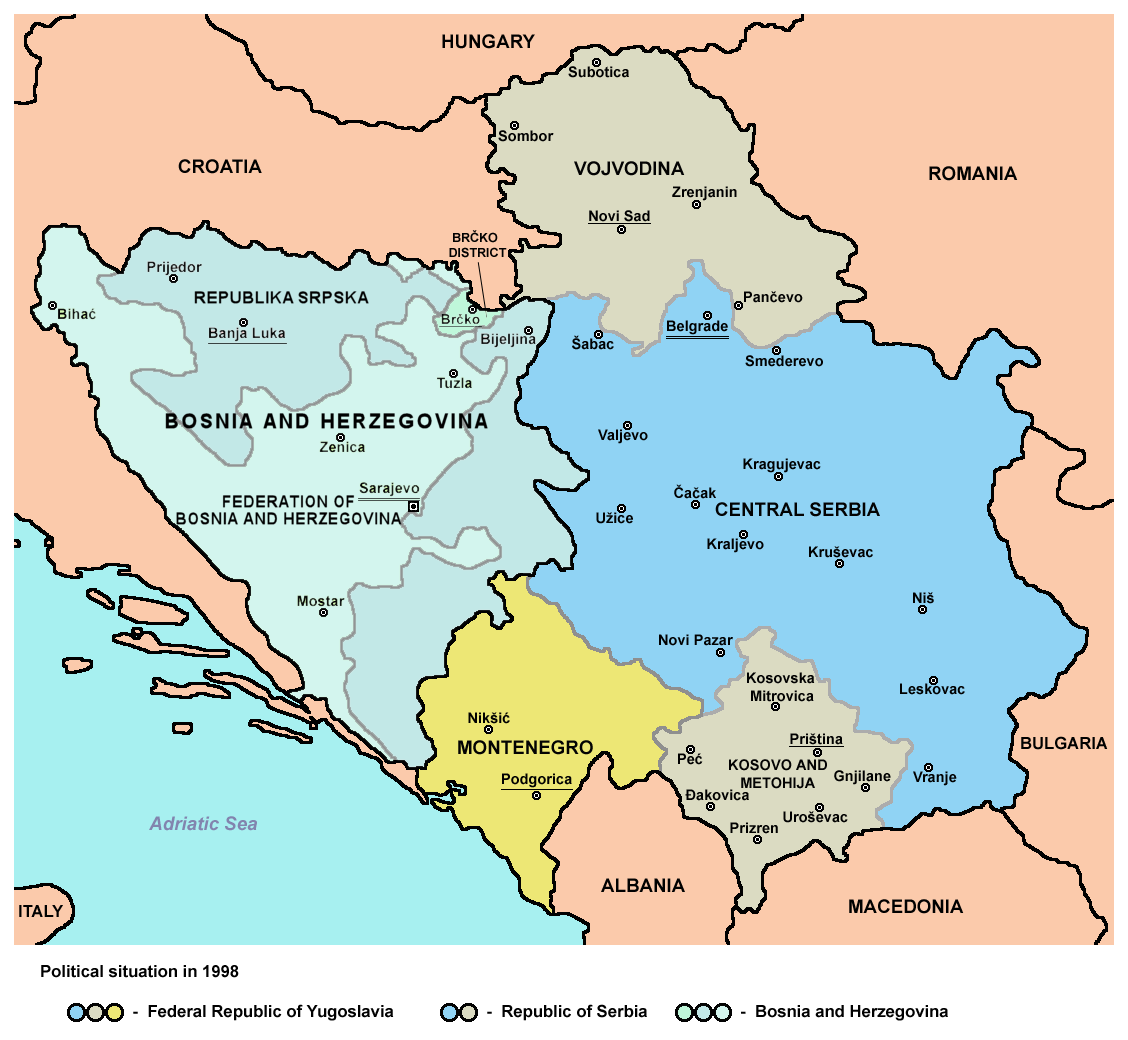

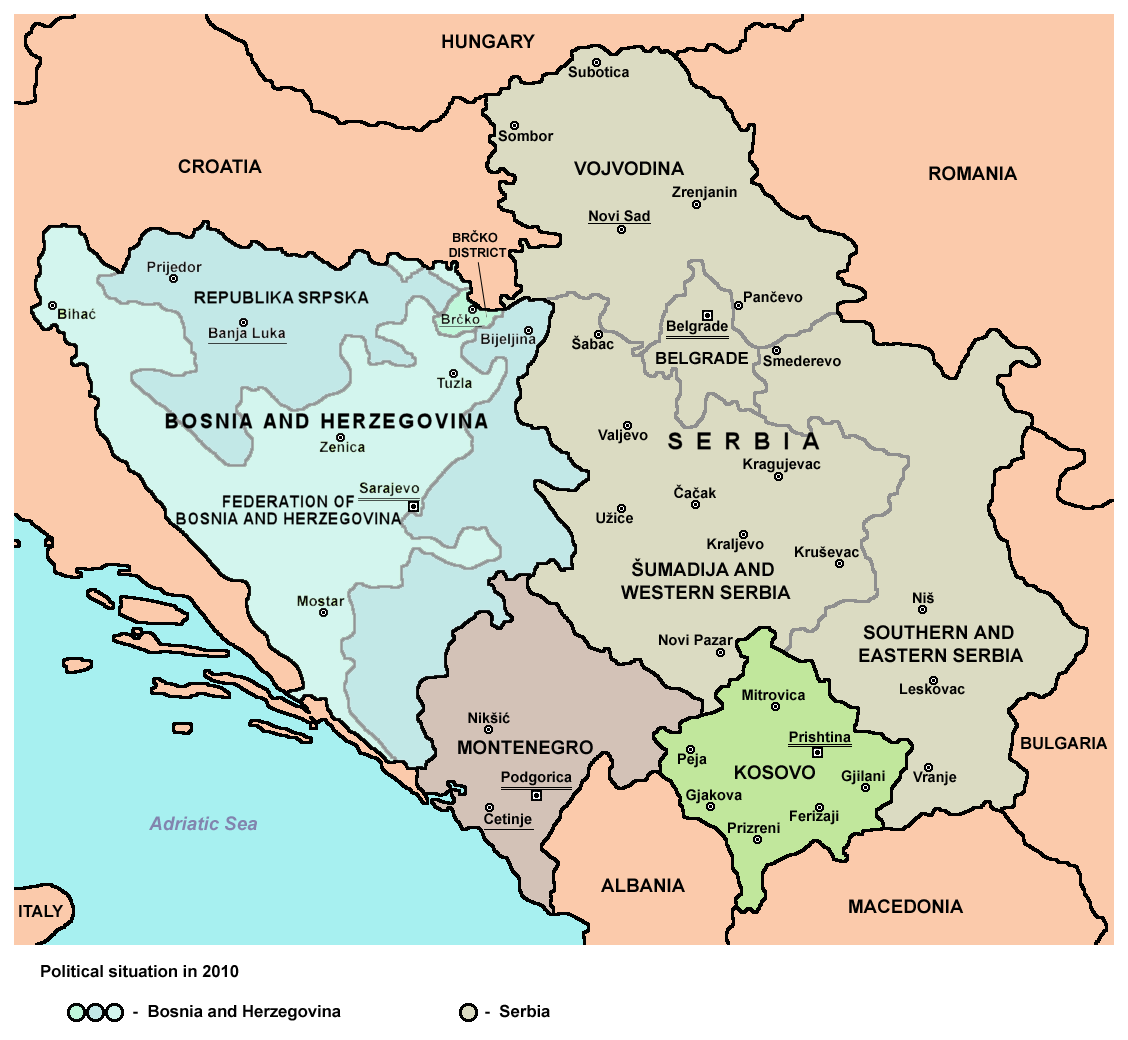

No entanto, o processo foi suspenso em abril de 2006 porque a Sérvia deixou de cumprir obrigações referentes à extradição de criminosos de guerra. A UE vem reiterando que a único empecilho para continuidade das negociações é a não-extradição, para a Corte de Haia, na Holanda, do general Ratko Mladić, tido como principal coordenador do extermínio perto de 7 mil muçulmanos em Srebrenica, na Bósnia, em 1995. O líder sérvio Radovan Karadžić é também é acusado de conduzir crimes de guerra e ainda não foi deportado para o tribunal internacional.

### Fim da Iugoslávia e Independência de Montenegro
Entre 2003 e 2006, a Sérvia integrou o Sérvia e Montenegro Estado de Sérvia e Montenegro, herdeira da República Federal da Jugoslávia. Em 21 de maio, 2006, Montenegro levou a cabo um Referendo sobre a independência de Montenegro em 2006 plebiscito para determinar o fim ou não da união com a Sérvia. No dia seguinte, os resultados certificados pelo estado demonstraram 55,5% dos eleitores a favor da independência, justamente acima dos 55% mínimos exigidos pelo plebiscito. Em 3 de Junho, o Parlamento de Montenegro declarou Montenegro como independente da União de Estados e em 5 de Junho, a Assembleia Nacional da Sérvia declarou a Sérvia o sucessor da união dos Estados.